# 霍恩瓦特山 (羅滕曼及韋爾茨陶恩山脈)
47°19′46″N 14°14′10″E / 47.329345°N 14.236033°E

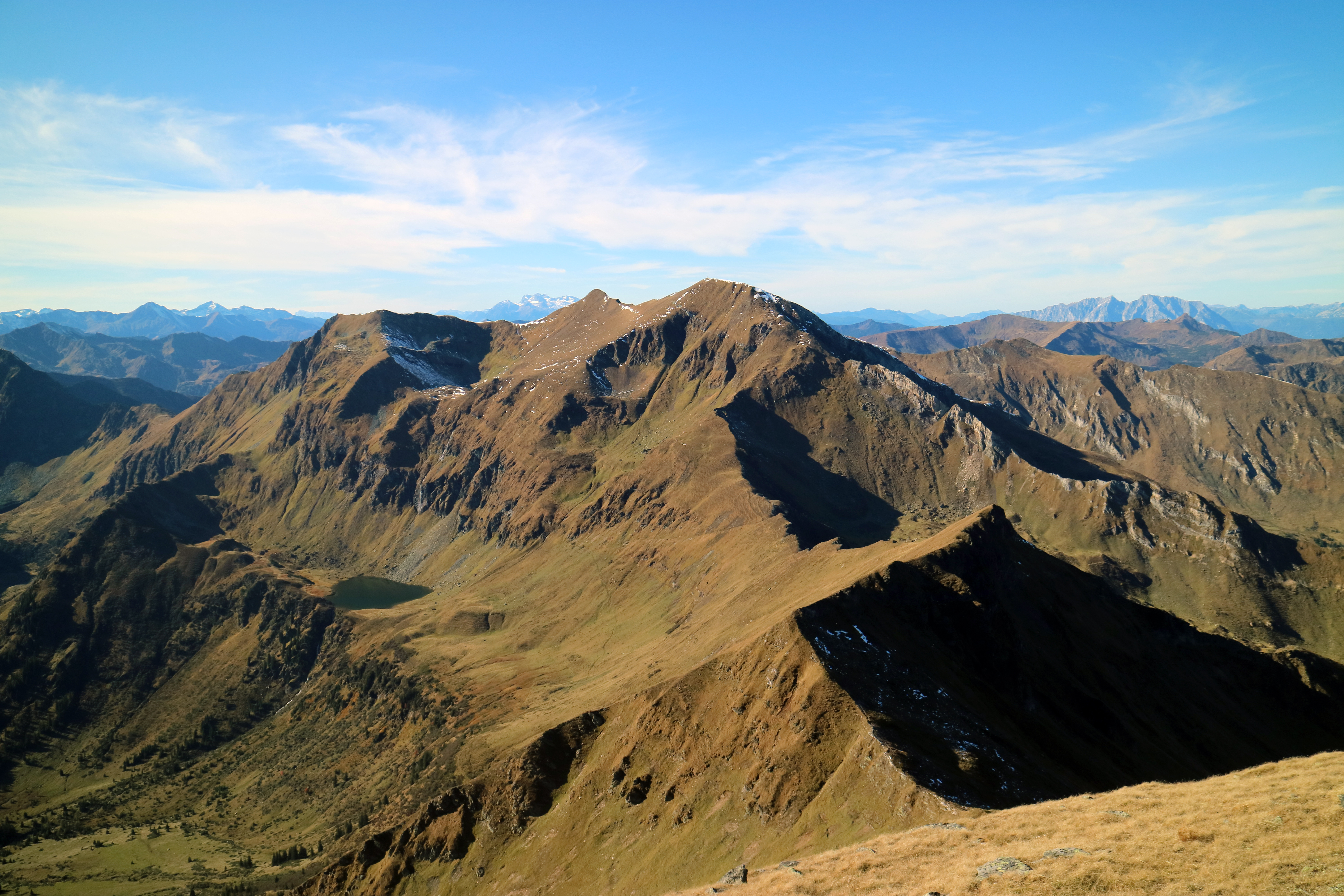

霍恩瓦特山（德語：Hohenwart），是奧地利的山峰，位於該國東南部，由施泰爾馬克州負責管轄，屬於羅滕曼及韋爾茨陶恩山脈的一部分，海拔高度2,363米，每年平均降雨量1,759毫米。